# Kamil Adamek
Kamil Adamek (ur. 9 lutego 1989) – polski piłkarz grający na pozycji napastnika.

## Kariera
Kamil Adamek rozpoczynał swoją karierę w Morcinku Kaczyce, w którym występował w latach 2005–2011. W międzyczasie trafił na roczne wypożyczenie do czwartoligowego Beskidu Skoczów. Na początku 2012 roku przeszedł do Drzewiarza Jasienica, a jeszcze w czerwcu tego roku został wypożyczony do Podbeskidzia Bielsko-Biała, zaś pół roku później do Korony Kielce.

## Statystyki kariery
Stan na 25 czerwca 2013
| Klub                       | Sezon              | Liga               | Liga  | Liga   | Puchar Polski | Puchar Polski | Suma  | Suma   |
| Klub                       | Sezon              | Liga               | Mecze | Bramki | Mecze         | Bramki        | Mecze | Bramki |
| -------------------------- | ------------------ | ------------------ | ----- | ------ | ------------- | ------------- | ----- | ------ |
| Podbeskidzie Bielsko-Biała | 2012/13 (j)        | Ekstraklasa        | 11    | 3      | 0             | 0             | 11    | 3      |
| Podbeskidzie Bielsko-Biała | Ogólnie            | Ogólnie            | 11    | 3      | 0             | 0             | 11    | 3      |
| Korona Kielce              | 2012/13 (w)        | Ekstraklasa        | 6     | 1      | 0             | 0             | 6     | 1      |
| Korona Kielce              | Ogólnie            | Ogólnie            | 6     | 1      | 0             | 0             | 6     | 1      |
| Ogólnie w karierze         | Ogólnie w karierze | Ogólnie w karierze | 17    | 4      | 0             | 0             | 17    | 4      |